# Vin cicliștii
Vin cicliștii este un film românesc din 1968 regizat de Aurel Miheleș. Rolurile principale au fost interpretate de actorii Ana Széles, Ștefan Tapalagă și Mircea Albulescu.

## Rezumat
Filmul prezintă aventurile sportive și amoroase ale membrilor clubului de ciclism „Trotineta”. Andrei (Mircea Albulescu), căpitanul și antrenorul echipei, impune o concepție învechită în stilul antrenamentelor. Virgil (Ștefan Tapalagă), un component al echipei, dorește să facă schimbări în modul de efectuare a pregătirii, dar este refuzat. El va antrena după propriile principii o echipă de fete care va întrece echipa lui Andrei într-un concurs, dar...

## Distribuție
Distribuția filmului este alcătuită din:
- Anna Széles — Ana, o poștăriță nostimă, sora dirigintei oficiului PTTR (menționată Ana Széles)
- Ștefan Tapalagă — Virgil Roșca, membru al clubului de ciclism „Trotineta”
- Mircea Albulescu — Andrei, căpitanul și antrenorul echipei clubului de ciclism „Trotineta”
- Dem Rădulescu — Mișu, membru al clubului de ciclism „Trotineta” (menționat Dem. Rădulescu)
- Nicu Constantin — Nicu, membru al clubului de ciclism „Trotineta”
- Ștefan Bănică — Jan, membru al clubului de ciclism „Trotineta”, cântăreț amator
- Dan Marin — Sandu, membru al clubului de ciclism „Trotineta”
- Vasilica Tastaman — Doina, poștăriță
- Valeria Marian — Ioana, poștăriță
- Stela Popescu — diriginta oficiului PTTR
- Mariana Cercel — Rodica, poștăriță
- Ibolya Farkas — doamna Axinte, secretara directorului Popescu (menționată Viorica Farkas)
- Atena Marcopol — trecătoarea cu cățelul în brațe
- Carmen Galin — biciclista rămasă în pană prin munți
- Gheorghe Gîmă — Popescu, directorul uzinei „Dezrobirea” din Brașov (menționat Gheorghe Gimă)
- Alexandru Giugaru — mecanicul de locomotivă
- Florin Scărlătescu — trecătorul prin fața oficiului PTTR
- Puiu Călinescu — pasagerul din tren care citește Sportul Popular
- Vasile Tomazian — cantonierul CFR care coboară bariera
- Ovid Teodorescu — ciobanul care-și mână oile pe șosea
- Petre Corpade
- Teodor Danetti — barmanul
- Petre Fiscuteanu
- Dumitru Popescu
- Ion Uricaru
- Ion Bog
- Radu Cornea
- Alexandru Giovani (menționat Al Giovani)
- Dan Dobre
- Octavian Cotescu — naratorul (nemenționat)

## Primire
Filmul a fost vizionat de 1.202.755 de spectatori în cinematografele din România, după cum atestă o situație a numărului de spectatori înregistrat de filmele românești de la data premierei și până la data de 31 decembrie 2014 alcătuită de Centrul Național al Cinematografiei.